# Ezcabarte
Ezcabarte (en euskera: Ezkabarte), más comúnmente Valle de Ezcabarte, es un municipio español de la Comunidad Foral de Navarra, situado en la merindad de Pamplona, en la comarca de Ultzamaldea, junto al monte Ezcaba o San Cristóbal y a 7 km de la capital de la comunidad, Pamplona, formando parte de su área metropolitana. Su población en 2024 fue de 1870 habitantes (INE).
El municipio está compuesto por 8 concejos: Arre, Azoz, Cildoz, Eusa, Maquirriain, Oricáin, Orrio y Sorauren; y 4 lugares habitados: Adériz, Anoz, Ezcaba y Garrués.

## Toponimia
Ezkabarte es un topónimo euskérico que proviene de Ezkaba + sufijo -arte (que significa 'entre', indicando la posición del municipio con respecto a la montaña).

## Geografía
Integrado en la comarca de Ultzamaldea, su capital, Oricáin, se sitúa a 6 kilómetros del centro de Pamplona. El término municipal está atravesado por las carretera de circunvalación de Pamplona (PA-30) y por la carretera nacional N-121-A, además de por una carretera local que conecta con Berrioplano. El relieve del municipio está definido por el valle del río Ulzama al este y por un terreno montañoso, prepirenaico, en el resto del territorio, destacando además al sur el monte Ezcaba (894 metros), que hace de límite meridional con Pamplona y su área metropolitana. La altitud oscila entre los 929 metros al noroeste, y los 440 metros al sureste, a orillas del río Ulzama. La capital municipal se alza a 459 metros sobre el nivel del mar. 
| Noroeste: Juslapeña            | Norte: Odieta                    | Nordeste: Olaibar |
| Oeste: Juslapeña y Berrioplano |                                  | Este: Esteribar   |
| Suroeste: Artica               | Sur: Ansoáin, Pamplona y Villaba | Sureste: Huarte   |

## Demografía
Ezcabarte cuenta con una población de 1870 habitantes (INE 2024).
| Gráfica de evolución demográfica de Ezcabarte entre 1857 y 2021 |
| |
| Población de derecho según los censos de población del INE Población de hecho según los censos de población del INEEntre el censo de 1857 y el anterior, aparece este municipio porque se fusionan los municipios 315039 (Garrues) y 315074 (Maquirriain), municipios del valle de Escabarte |

#### Distribución de la población
El municipio se divide en las siguientes entidades de población, según el nomenclátor de población publicado por el INE (Instituto Nacional de Estadística). Los datos de población se refieren a 2014
| Entidad de población | Población (2014) |
| -------------------- | ---------------- |
| Adériz               | 7                |
| Anoz                 | 5                |
| Arre                 | 1069             |
| Azoz                 | 150              |
| Cildoz               | 60               |
| Eusa                 | 54               |
| Ezcaba               | 7                |
| Garrués              | 7                |
| Maquirriain          | 75               |
| Oricáin              | 120              |
| Orrio                | 60               |
| Sorauren             | 193              |
| Trinidad de Arre     | 9                |

### Comunicaciones
| Transporte Urbano Comarcal |                                    |                                    |
| Inicio                     | Línea                              | Fin                                |
| Barañáin                   | 4                                  | Villava - Huarte - Arre - Oricáin  |
| Taxi Comarca de Pamplona   |                                    |                                    |
| Zona                       | B                                  | B                                  |
| Estaciones                 | Irun Etorbidea, 3/Avenida Irun nº3 | Irun Etorbidea, 3/Avenida Irun nº3 |

## Administración y política

### Gobierno municipal
| Partido político                                                                         | 2015  | 2015       | 2011  | 2011       | 2007  | 2007       | 2003  | 2003       | 1999  | 1999       | 1995  | 1995       |
| Partido político                                                                         | %     | Concejales | %     | Concejales | %     | Concejales | %     | Concejales | %     | Concejales | %     | Concejales |
| Agrupación Independiente Vecinos por Ezcabarte-Ezkabartearen Alde Bizilagunak (AIVE-EAB) | 37,17 | 4          | 22,76 | 2          | 20,81 | 2          | —     | —          | —     | —          | —     | —          |
| Euskal Herria Bildu (EH Bildu)                                                           | 34,47 | 3          | 20,33 | 2          | —     | —          | —     | —          | —     | —          | —     | —          |
| Agrupación Independientes de Ezcabarte-Ezkabarteko Independente (AIE)                    | 22,95 | 2          | 30,39 | 3          | —     | —          | —     | —          | —     | —          | —     | —          |
| Partido Popular (PP)                                                                     | 3,01  | 0          | —     | —          | —     | —          | —     | —          | —     | —          | —     | —          |
| Nafarroa Bai (NaBai)                                                                     | —     | —          | 19,67 | 2          | 18,03 | 1          | —     | —          | —     | —          | —     | —          |
| Partido Socialista de Navarra (PSN-PSOE)                                                 | —     | —          | 4,86  | 0          | —     | —          | —     | —          | —     | —          | —     | —          |
| Agrupación Concejos de Ezkabarte (ACE)                                                   | —     | —          | —     | —          | 30,09 | 3          | 83,29 | 9          | 21,95 | 2          | 20,89 | 2          |
| Independientes de Arre (IA)                                                              | —     | —          | —     | —          | 28,37 | 3          | —     | —          | —     | —          | —     | —          |
| Agrupación Electoral Ezcabarte (AEE)                                                     | —     | —          | —     | —          | —     | —          | —     | —          | 35,61 | 3          | 39,29 | 4          |
| Ezkabarte Unido (EU)                                                                     | —     | —          | —     | —          | —     | —          | —     | —          | 20,33 | 2          | 28,75 | 3          |
| Euskal Herritarrok (EH)                                                                  | —     | —          | —     | —          | —     | —          | —     | —          | 18,37 | 2          | —     | —          |
| Herri Batasuna (HB)                                                                      | —     | —          | —     | —          | —     | —          | —     | —          | —     | —          | 9,29  | 0          |

### Elecciones generales
| Elecciones al Congreso de 2016 en Ezcabarte | Elecciones al Congreso de 2016 en Ezcabarte          | Elecciones al Congreso de 2016 en Ezcabarte | Elecciones al Congreso de 2016 en Ezcabarte | Elecciones al Congreso de 2016 en Ezcabarte |
| Logo                                        | Partido político                                     | Votos                                       | Porcentaje                                  |                                             |
| ------------------------------------------- | ---------------------------------------------------- | ------------------------------------------- | ------------------------------------------- | ------------------------------------------- |
|                                             | Podemos (Podemos)                                    | 343                                         | 35,51%                                      |                                             |
|                                             | Unión del Pueblo Navarro (UPN)                       | 277                                         | 28,67%                                      |                                             |
|                                             | EH Bildu (EH Bildu)                                  | 137                                         | 14,18%                                      |                                             |
|                                             | Partido Socialista Obrero Español (PSOE)             | 86                                          | 8,90%                                       |                                             |
|                                             | Ciudadanos-Partido de la Ciudadanía (Cs)             | 56                                          | 5,80%                                       |                                             |
|                                             | Geroa Bai (GBai)                                     | 33                                          | 3,42%                                       |                                             |
|                                             | Partido Animalista Contra el Maltrato Animal (PACMA) | 17                                          | 1,76%                                       |                                             |
|                                             | Recortes Cero-Grupo Verde (RC-GV)                    | 6                                           | 0,62%                                       |                                             |
|                                             | Unión, Progreso y Democracia (UPyD)                  | 2                                           | 0,21%                                       |                                             |
|                                             | Libertad Navarra-Libertate Nafarra (Ln)              | 1                                           | 0,10%                                       |                                             |

## Cultura

### Patrimonio

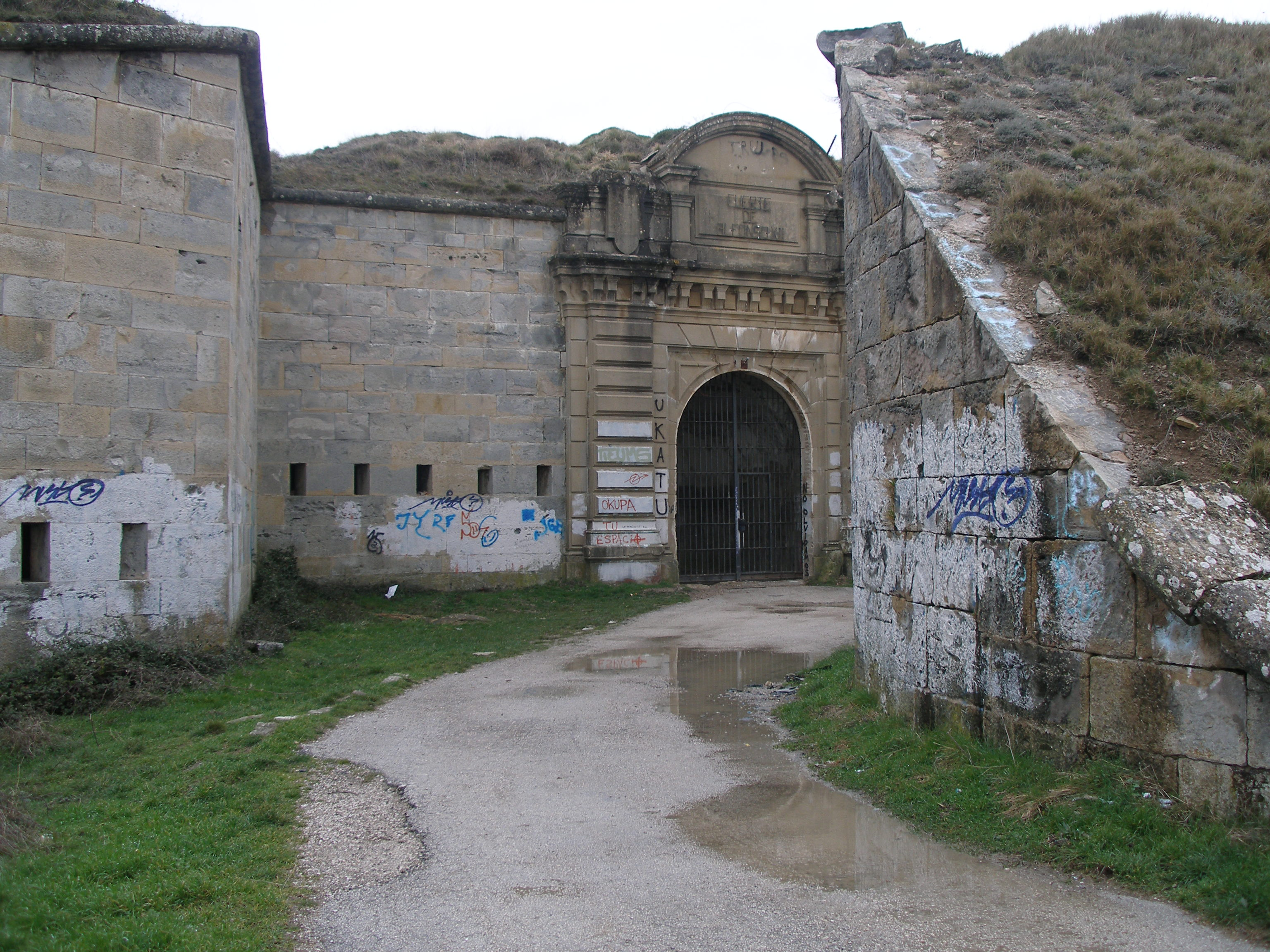
Fuerte de San Cristóbal, en el monte Ezcaba, entre Ezcabarte y Pamplona

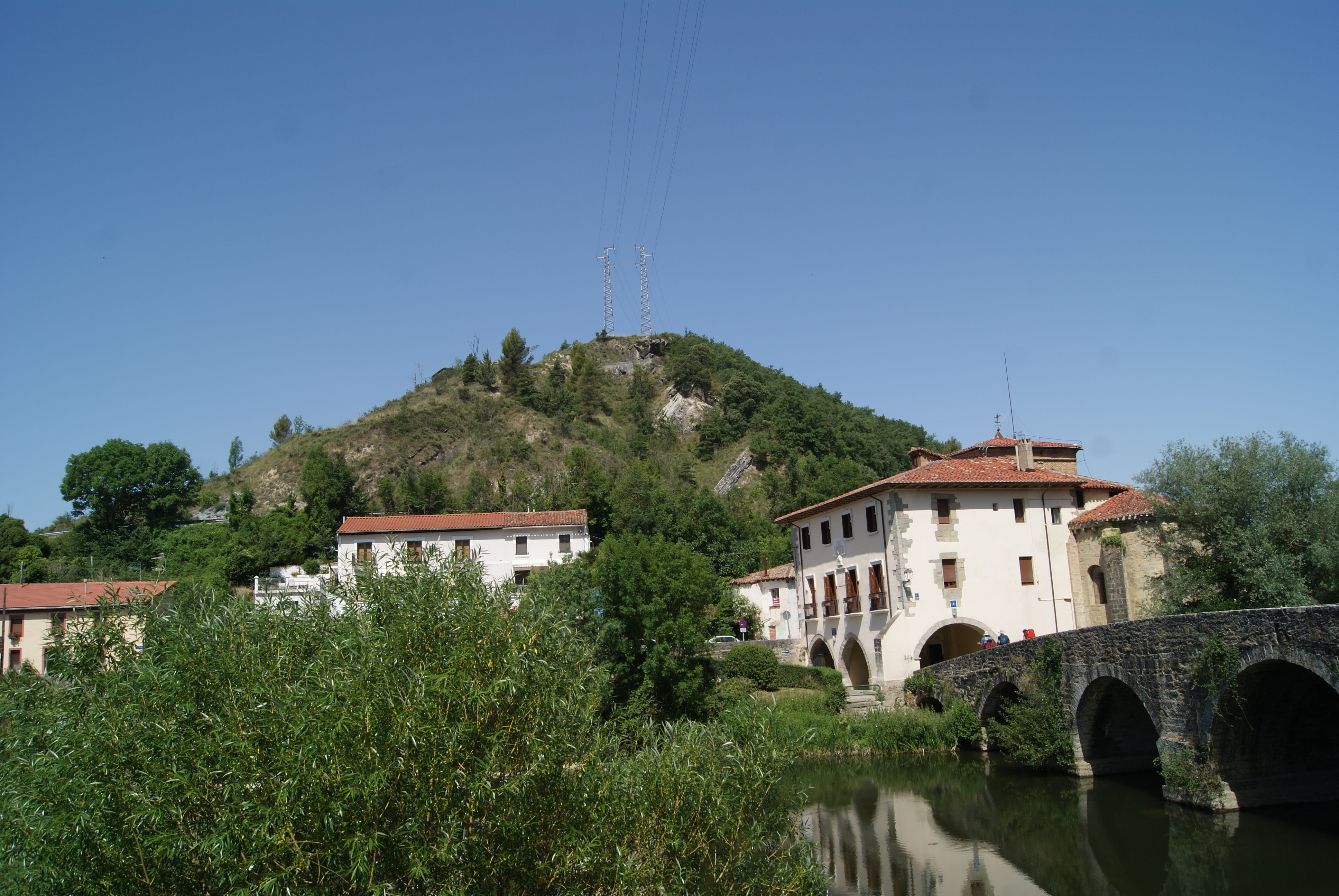
Puente y basílica de Trinidad de Arre

- Fuerte de San Cristóbal. Construido a finales del siglo XX y principios del siglo XX, es una fortaleza militar construida en el Monte Ezcaba. El 22 de mayo de 1938 presenció la fuga de 795 prisioneros en la fortificación de San Cristóbal.
- Iglesia de San Esteban (Eusa), erigida en los siglos XI-XII, de estilo románico.
- Puente y basílica de Trinidad de Arre, colindante con Villava, antiguo hospital y albergue de peregrinos jacobeos.